# Listă de personaje din Left Behind
Listă de personaje din seria Left Behind:
Rayford Steele
Cameron ("Buck") Williams
Chloe Steele Williams
Tsion Ben-Judah
David Hassid
Montgomery Cleburn ("Mac") McCullum
Nicolae Carpathia celebrul personaj fictiv din seria de cărți a romanului Left Behind al lui Tim LaHaye a fost un președinte al României și fost Secretar General al Organizației Națiunilor Unite autonumit potentat al Comuniății Globale (GC), asasinat la Ierusalim, înviat la complexul GC și apoi posedat de Satana trei zile mai târziu. În cadrul seriei, Nicolae Carpathia este Antihrist și lider al Comunității Globale, al unui guvern mondial pe care el în cele din urmă îl folosește împotriva celor care-L urmează pe Iisus Hristos. Atunci când Buck Williams se confruntă cu Stonagal și Cothran, Carpathia tocmai vorbește despre o perioadă pașnică de șapte ani, dovedindu-i lui Buck că Carpathia este Antihristul.

## Începuturile vieții și ajungerea sa la putere
Potrivit romanului, născut in judetul Cluj, România, Carpathia a fost produs prin inginerie genetică și inseminare artificială. Mama lui, Marilena, a fost involuntar convinsă de către un grup de luciferieni cărora li se alăturase, pentru a deveni mama unui copil care, au asigurat-o că va schimba fața lumii. Marilena a rămas cu soțul ei, Sorin, până când s-a născut copilul, insistând asupra faptului ca fiul ei să păstreze puternicul nume Carpathia. (În romanele precedente, se explică faptul că numele  “Nicolae”, atunci când este tradus, înseamnă “victorie a poporului”, deși acest lucru este departe de obiectivele reale ale lui Carpathia.
Prin intermediul părinților săi, Carpathia posedă o linie de sânge unic, care datează din Roma antică, pentru a putea pretinde de fapt că este un descendent roman. Acest lucru  face trimiteri atât la credința creștină timpurie cum că Antihristul va veni sub forma unui împărat roman, precum și la actuala credință premilenar creștină cum că Antihristul se va ivi dintr-un “New Roman Empire” (Nou Imperiu Roman) din tribul lui Dan.
Ca și copil, Carpathia a arătat inteligență remarcabilă și capacitate atletică, și de asemenea, s-a dovedit a fi extrem de manipulator, capabil să-i supună pe alții dorințelor sale cu relativă ușurință. Păpușarii săi au aranjat ca mama sa să fie eliminată și Nicolae însuși a cerut în cele din urmă  expedierea “tatălui” său, o cheie pentru ascensiunea sa la putere. Cu ajutorul sfătuitorilor săi apropiați și al consilierilor, Carpathia și-a închegat o afacere  de import-export de succes, care rapid l-a făcut milionar. După aceea el a fost luat de un demon în deșert, iar în cazul acesta el a fost forțat obligatoriu să rămână fără mâncare sau apă timp de patruzeci de zile acolo. Într-un contrast cu ispitele lui Iisus în care El a rezistat Diavolului referitor la Scriptură, Nicolae a pierdut la toate cele trei ispite. După aceasta, Nicolae s-a reîntors în România.
Cu toate acestea, el a crescut  plictisit repede de mediul de afaceri și finanțe și ghidat împreună cu ”făcătorul de regi” Leon Fortunato în cele din urmă a pus ochii pe politică.
La vârsta de 24 de ani, Carpathia a pășit pe scena politică în calitate de membru al camerei inferioare a Parlamentului din România. Căzând victimă a șantajului lui Leon Fortunato, președintele României a demisionat, permițându-i lui Carpathia să-și asume puterea, cu sprijinul unanim al parlamentului din această țară. Acest eveniment din seria de cărți nu ar urma efectiv Constituția României, care de fapt prevede că președintele român este întotdeauna ales în mod direct, și atunci când locul său este vacant, președinția este asumată ad-hoc de către Președintele Senatului până când au loc alegeri noi.
La scurt timp după aceea, în urma haosului care s-a instalat după Răpirea la Cer, Carpathia a fost numit Secretarul General al Organizației Națiunilor Unite. Din acest birou, el a transformat ONU în Comunitatea Globală, numindu-se pe sine însuși ca Potentat Suprem al Guvernului.

## Moartea și învierea sa
După trei ani și jumătate de la preluarea puterii, Carpathia a fost asasinat de Chaim Rosenzweig, un botanist și om de stat israelian. El a fost ucis de o rană letala la cap datorată unui cuțit pe care Rosenzweig îl avea asupra sa ascuns. Decesul său a fost de scurtă durată, cu toate acestea, și după trei zile de moarte, corpul lui Carpathia a fost locuit de Satana însuși, făcându-l astfel pe Carpathia să pară a se trezi din morți, întărindu-i și mai mult puterea. La înmormântarea lui s-au prezentat circa 4 milioane de persoane.

## Ultimii 3 ani și jumătate
Pentru a-și finaliza dorința de dominare a lumii întregi, Carpathia a creat One World Unity Army, compusă din toți militarii aparținând GC de pe planetă. Misiunea lor era să distrugă rămășița cetății de la Petra și să transforme orașul Ierusalim drept capitala lumii noi, ca urmare a distrugerii supranaturale a Noului Babilon. El a adunat, de asemenea, armatele din lume în valea Armaghedonului pentru lupta cu Iisus Hristos și armata Sa.
În conformitate cu interpretarea dată în acest roman profeția spune că acest Carpathia a fost răsturnat de  revenirea lui Iisus, care l-a aruncat împreună cu Proorocul mincinos Leon Fortunato, în iazul de foc pentru a suferi pentru eternitate. Înainte de punerea în aplicare a condamnării lui veșnice, Satana a fost alungat din Carpathia care apoi îngenunchează înaintea lui Hristos și îl declară ca Domn. De asemenea, el admite, la picioarele lui Iisus, că tot ceea ce el a făcut vreodată a fost doar pentru câștig personal și că toată viața sa a fost un rebut.

## O mie de ani mai târziu
O mie de ani mai târziu, o privire scurtă aruncată asupra lui Nicolae Carpathia și Leon Fortunato ne arată cum iazul de foc se deschide ca să-l înghită pe Satana. Carpathia încă se zbate în agonia torturii în foc și sulf, repetând mereu că Iisus este Domnul. Scena se încheie și suferința lui Carpathia, împreună cu cea a stăpânului și a subalternului său, devine eternă.

## Carpathianismul
Carpathianismul este o religie fictivă stabilită de către Nicolae Carpathia. Carpathianismul a fost stabilit ca singura religie legală pe Pământ. Nerespectarea acesteia ducea la moarte. Religia a durat timp de trei ani și jumătate înainte de prăbușirea sa datorată celei de a Doua Veniri a lui Iisus Hristos.
Carpathianismul extrage foarte mult din narațiunile și tradițiile creștinismului, iudaismului și islamismului. După moartea și învierea lui, Carpathia s-a proclamat pe sine însuși Dumnezeu în Templu profanat al Sfintei Sfintelor, un act care este o blasfemie in ambele religii, atât cea evreiască cât și cea creștină. El a ordonat ca statuile de aur ale lui însuși să fie plasate vizibil și oamenii să ii se închine de trei ori pe zi. Acest lucru face referire la ambele variante ale poveștii Vițelului de Aur găsită atât în Vechiul Testament cât și în Coran, precum și la tradiția mai multor apeluri de zi cu zi la rugăciune în Islam. Urmând Cartea Apocalipsei, Carpathia introduce pecetea obligatorie cunoscută sub numele de biblicul Semn al Fiarei.